# Peter Zander
Peter Zander (Berlino, 9 luglio 1922 – Londra, 18 gennaio 2019) è stato un attore tedesco naturalizzato britannico.

## Biografia
Zander nacque nel luglio 1922 a Berlino, ma emigrò in Inghilterra nel 1933 con i suoi genitori. Morì nel gennaio 2019 in una casa di cura, dopo aver ceduto agli effetti di un ictus subito nel 2012.

## Filmografia parziale
- Il segreto del narciso d'oro (Das Geheimnis der gelben Narzissen), regia di Ákos Ráthonyi (1961)
- U 153 agguato sul fondo (Mystery Submarine), regia di C.M. Pennington-Richards (1963)
- Face in the Rain, regia di Irvin Kershner (1963)
- 8 facce di bronzo (Rotten to the Core), regia di John Boulting (1965)
- Dateline Diamonds, regia di Jeremy Summers (1965)
- Il ritorno del signor Moto (The Return of Mr. Moto), regia di Ernest Morris (1965)